# マクシミリアン・フォン・シュペー
マクシミリアン・ヨハネス・マリア・フーベルト・ライヒスグラーフ〈帝国伯爵〉・フォン・シュペー（Maximilian Johannes Maria Hubert Reichsgraf von Spee、1861年6月22日 - 1914年12月8日）は、ドイツの海軍軍人、貴族。最終階級は海軍中将（Vizeadmiral）。
第一次世界大戦の緒戦において、本国から遠く離れた孤軍となったドイツ東洋艦隊を指揮して、圧倒的に優勢な連合国海軍を翻弄した武勲で知られる。

海軍史家の野村実は、下記のように評している。

## 生涯

### 東洋艦隊司令官となる
デンマークのコペンハーゲンで出生し、生家の所有地があったドイツのラインラントで育った。1878年、ドイツ帝国海軍の少尉候補生となり、海軍大尉に進級するまでキール軍港で勤務した。その後ドイツ領東アフリカで勤務した。この際患ったリュウマチ熱に終生苦しめられることになる。1897年、青島を根拠地とする東洋艦隊司令部に勤務。1900年、義和団の乱に遭遇。
1912年、ギュンター・フォン・クロージク提督の後任として、東洋艦隊司令官に就任。

### 第一次世界大戦
※ 特記ある場合を除き、本節の出典は「野村 1994, pp. 134–161, 第5章 ドイツ太平洋艦隊との海戦」。

#### 開戦時の状況
第一次世界大戦の勃発時（1914年8月3日）、ドイツ東洋艦隊（以下「シュペー艦隊」）司令官のシュペーは、同艦隊の主力であるシャルンホルスト級装甲巡洋艦2隻（シャルンホルスト〈旗艦〉、グナイゼナウ）を率いて、ドイツ領ポナペ島に在泊していた。ドイツ領サモア諸島の巡航を予定しての平時行動の途中であった。
シュペー艦隊の戦力は下記の5隻であり、戦力発揮に好都合な新鋭艦が揃っていたが、8月3日の時点では広範囲に分散していた。いずれも臨戦態勢にはなく、軍需物資も不足していた。
- 旗艦・装甲巡洋艦 シャルンホルスト（ポナペ島在泊）
- 装甲巡洋艦 グナイゼナウ（ポナペ島在泊）
- 軽巡洋艦 エムデン（青島在泊）
- 軽巡洋艦 ニュルンベルク（ホノルルからポナペ島に向けて航行中）
- 軽巡洋艦 ライプツィヒ（メキシコの太平洋岸に所在）

シュペーは下記のように判断した。
1. 連合国海軍は、シュペー艦隊より圧倒的に優勢である。
- 主敵であるイギリス海軍（シナ方面艦隊。主に香港に所在）は、オーストラリア海軍とニュージーランド海軍を合わせると、シュペー艦隊の約3倍の戦力。
- この方面で最も有力な、オーストラリア海軍のインディファティガブル級巡洋戦艦「オーストラリア」1隻だけでも、シュペー艦隊の全体を上回る戦力。
- フランス海軍（ニューカレドニアのヌメアに所在）も、やや旧型ながら装甲巡洋艦2隻を有し、侮り難い戦力。
- 大日本帝国海軍も敵に回る可能性が大。

2. シュペー艦隊が、母港である青島に戻って臨戦態勢を整えるのは、連合国海軍に捕捉される危険が高く論外。
3. 連合国海軍の目を逃れて、シュペー艦隊の戦力を集中させ、臨戦態勢を整える場所として、ドイツ領マリアナ諸島のパガン島が好適である。

#### 南アメリカ大陸の沿岸へ

##### 臨戦態勢を整備、エムデンを分離

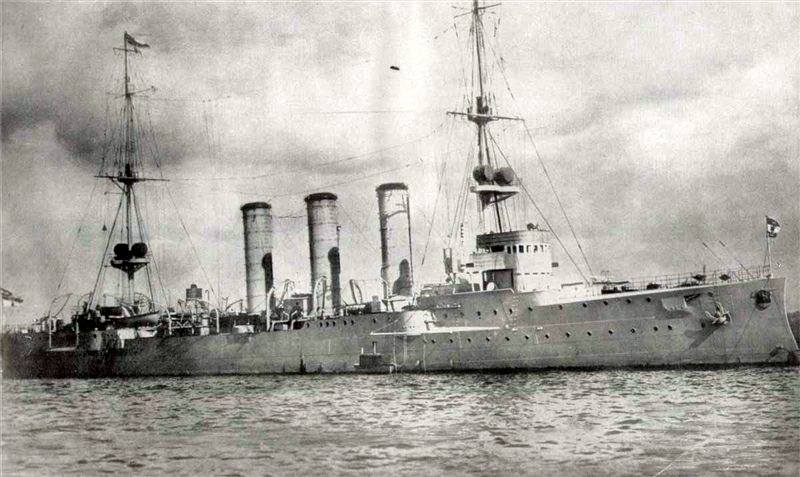
軽巡洋艦エムデン

シュペーは、青島在泊中のドイツ輸送船数隻に、軍需物資を積んでパガン島に向かうように命令し、同じく青島在泊中のエムデンにもパガン島に向かうように命令した。ポナペ島に到着したニュルンベルクとの合流を果たした1914年8月6日、シュペー艦隊はポナペ島を出航してパガン島に向かった。
パガン島に到着したシュペーは、輸送船団およびエムデンとの合流を果たし、臨戦態勢を整えた。8月13日、シュペー艦隊は、所在が遠くないと思われる、最大の敵である巡洋戦艦オーストラリアの無電を傍受した。同日、シュペー艦隊はパガン島を出航してエニウェトク環礁に向かった。これは、南アメリカの沿岸で通商破壊を行うためであった。
パガン島から出航する際に、シュペーは、エムデンおよび輸送船を分離し、単独での通商破壊を命じた。
シュペー艦隊は、装甲巡洋艦シャルンホルスト（旗艦）、装甲巡洋艦グナイゼナウ、軽巡洋艦ニュルンベルクの3隻となった。

##### 連合国海軍の状況（1914年8月）
1914年8月3日の開戦の前後の時期、イギリス海軍のシナ方面艦隊（司令官：ゼラム海軍中将、旗艦：装甲巡洋艦 マイノーター）は、シュペー艦隊の動向を全く掴めなかった。ゼラムは「シュペー艦隊は、ドイツ領ヤップ島にいる可能性が高い」と判断し、8月6日にシナ方面艦隊を率いて香港を出航し、8月12日にヤップ島に接近した。しかし、この時点でシュペー艦隊はパガン島におり、シナ方面艦隊はヤップ島の陸上施設を砲撃で破壊しただけであった。
ゼラムがシュペー艦隊の捕捉に失敗したことで、太平洋・インド洋の連合国のシーレーンが、シュペー艦隊の脅威に晒されることとなった。この事態を憂慮した英国政府は、8月12日に、日本政府に対して、連合国の一員としての参戦に同意する旨を伝えた。日本は8月15日にドイツに最後通牒を発出し、8月23日にドイツに宣戦布告した。
日本海軍は、シュペー艦隊の主力はドイツ領南洋群島のどこかに、エムデンとニュルンベルクは青島の近海に所在すると判断し、4つの艦隊を編成して、マーシャル諸島、カロリン諸島、シンガポール（インド洋方面）、北米西岸にそれぞれ派遣した。

##### シュペー艦隊、イースター島に集結
シュペー艦隊は、1914年8月19日にエニウェトク環礁に到着した後、22日に同環礁を出航してメジュロ環礁に向かった。メジュロ環礁に到着した8月25日、シュペーは日本の対独参戦を知った。シュペー艦隊は8月30日にメジュロ環礁を出航し、9月7日にクリスマス島に到着した。その際にシュペーは「ドイツ領サモア諸島が連合国軍に占領された。イギリス海軍・オーストラリア海軍の軍艦がサモアに所在している」という情報を入手し、シャルンホルストとグナイゼナウの2隻でサモアを襲撃する決心をして、9月14日にサモアに接近した。しかし、サモアにいたのは連合国軍の陸上部隊のみであった。シュペー艦隊は、一発の砲弾も撃たずにサモアから避退した。
サモア襲撃が空振りに終わると、シュペー艦隊は、タヒチ諸島・マルキーズ諸島を経由し、10月12日にイースター島（チリ領。チリは中立国。）に到着した。イースター島では、第一次世界大戦の開戦時にカリブ海に所在していて本国に帰還できなくなり、大西洋で通商破壊を行っていた、ドイツ帝国海軍の新鋭の軽巡洋艦ドレスデンが待っていた（ドレスデンは、10月10日にイースター島に到着）。10月14日には、開戦時にはメキシコの太平洋岸に所在していた軽巡洋艦ライプツィヒがイースター島に到着した。
シュペー艦隊は、装甲巡洋艦シャルンホルスト（旗艦）、装甲巡洋艦グナイゼナウ、軽巡洋艦ライプツィヒ、軽巡洋艦ニュルンベルク、軽巡洋艦ドレスデンの5隻となった。

##### チリ沿岸に到達
シュペー艦隊はイースター島に1週間在泊して休養した。シュペー艦隊は、1914年10月18日にイースター島を出航して、バルパライソの西、約500浬に所在するマスアフェラ島に向かった。シュペー艦隊は、チリ沿岸の港湾に待機していた輸送船とマスアフェラ島で合流して十分な補給を受けた。

##### 連合国海軍の状況（1914年10月）
イギリス海軍の第4巡洋艦戦隊（司令官：クリストファー・クラドック海軍少将、以下「クラドック艦隊」）は、北アメリカ大陸東岸・南アメリカ大陸北岸のシーレーン防衛を任務としていた。第一次世界大戦の開戦後、大西洋で通商破壊を行っていたドイツ軽巡洋艦ドレスデンを追跡したクラドックは、ホーン岬を回って南アメリカ大陸の太平洋岸に進出した。
クラドック艦隊は、装甲巡洋艦グッド=ホープ（旗艦）、装甲巡洋艦モンマス、軽巡洋艦グラスゴー、仮装巡洋艦オトラントの4隻で構成されていたが、主力であるグッド=ホープとモンマスは、シュペー艦隊の主力であるシャルンホルスト及びグナイゼナウと比べると弱体であった。シュペー艦隊の艦隊速力が22.5ノットであるのに対し、クラドック艦隊の艦隊速力は18ノットであった。両艦隊が対決すれば、クラドック艦隊が明白に不利であると認識されていた。
イギリス海軍は、クラドック艦隊の戦力強化のため、前弩級戦艦カノーパス（12インチ砲4門）を増派したが、カノーパスは速力が13ノットしか出ない老朽艦であり、クラドック艦隊の他艦に付いて行くことができなかった。

#### コロネル沖海戦

##### 戦機を待つ
シュペー艦隊は、チリのコロネル付近に、クラドック艦隊に属する軽巡洋艦グラスゴーが所在するという情報を得て、コロネル沖に移動した。同じ頃、クラドック艦隊も、やはりチリのコロネル付近に、シュペー艦隊に属する軽巡洋艦ライプツィヒが所在するという情報を得て、コロネル沖に移動した。双方とも「敵艦隊の主力がコロネル沖に向かっている」ことは想定していなかった。
1914年11月1日の16:20、シュペー艦隊とクラドック艦隊は会敵した（コロネル沖海戦）。シュペーは、クラドック艦隊に対する優速を生かして、シュペー艦隊が常にクラドック艦隊の風上かつ射程外に占位するように機動し、シュペー艦隊の各艦がチリの山々（東）を背にする状態を意図的に作り出して、太陽がクラドック艦隊の背後（西）に落ちるまで戦機を待った。

###### 両艦隊の戦力
独 シュペー艦隊（排水量計：33,464トン。艦隊速力：22.5ノット。）
1. 旗艦・装甲巡洋艦 シャルンホルスト（11,600トン、8.2インチ砲8門＋5.9インチ砲6門、23.8ノット[6]。）
2. 装甲巡洋艦 グナイゼナウ（11,600トン、8.2インチ砲8門＋5.9インチ砲6門、22.5ノット[6]。）
3. 軽巡洋艦 ライプツィヒ（3,250トン、4.1インチ砲10門、23ノット[6]。）
4. 軽巡洋艦 ニュルンベルク（3,470トン、4.1インチ砲10門、23ノット[6]。）
5. 軽巡洋艦 ドレスデン（3,544トン、4.1インチ砲10門、24ノット[7]。）

英 クラドック艦隊（排水量計：30,300トン〈仮装巡洋艦オトラントを含まず〉。艦隊速力：18ノット。）
1. 旗艦・装甲巡洋艦 グッド=ホープ（14,100トン、9.2インチ砲2門＋6インチ砲16門[5]。）
2. 装甲巡洋艦 モンマス（11,400トン、6インチ砲14門[5]。）
3. 軽巡洋艦 グラスゴー（4,800トン、6インチ砲2門＋4インチ砲10門[5]。）
4. 仮装巡洋艦 オトラント（戦力外[5]。）

##### クラドック艦隊を圧倒
太陽が沈みかけた19:00過ぎ、シュペー艦隊は距離11,400ヤード（約1万メートル）でクラドック艦隊への砲撃を開始した。太陽が沈むと、クラドック艦隊からは、暗くなった東の空、厚い雲、黒々としたチリの山々を背にしているシュペー艦隊の各艦を視認できなくなり、発砲時の閃光が見えるだけとなった。逆に、シュペー艦隊からは、西の空の残光を背にしたクラドック艦隊の各艦のシルエットを明瞭に視認できた。
さらに
- シュペー艦隊の方が艦砲射撃の術力に優れていたこと[5]。
- 折からの大時化によって、クラドック艦隊の2隻の装甲巡洋艦、グッド=ホープ（旗艦）とモンマスの舷側ケースメイト砲の多くが、風上[注釈 5]から打ち寄せる波浪を浴びて、射撃できなかったこと[5][注釈 6]。

が影響して、クラドック艦隊は苦戦を強いられた。
砲戦開始から20分後の19:20には、グッド=ホープとモンマスは多数の命中弾を受けて猛火に包まれていた。

##### イギリス装甲巡洋艦2隻を撃沈
1914年11月1日の月齢は満月（15）に近い13であり、暗くなった後も十分な月明かりがあった。クラドックの旗艦であるグッド=ホープは火薬庫の誘爆によって19:45過ぎに沈没し、クラドックは旗艦と運命を共にした。モンマスは大破・大傾斜して微速での戦場離脱を試みていたが、軽巡洋艦ニュルンベルクに捕捉され、ニュルンベルクの砲撃でとどめを刺されて21:15までに転覆沈没した。グッド=ホープとモンマスの2艦は、ともに総員が戦死した。
劣速の前弩級戦艦カノーパスはクラドック艦隊から300浬も後方に所在し、戦いに加わることができなかった。クラドック艦隊の残艦は戦場離脱に成功し、大西洋に向けて退却した。
シュペー艦隊の損害は僅かであった。

##### シュペー艦隊の前途
コロネル沖海戦の後、シュペー艦隊はバルパライソに入港した。ドイツ系住民がシュペーの勝利を祝った。しかし、グナイゼナウのポッポハンマー副長が書き残したものによると、バルパライソのドイツ系住民は「われわれがこれまで実行したことと同じく、われわれが最後の航海に向けて出港しつつあることを知っていた。」という。
コロネル沖海戦の後、シュペーは下記のように考えていたという。
- ホーン岬を回って大西洋に進出する。
- 東方に進んで通商破壊を行う。
- 好機を掴んで、イギリス海軍が制海権を握っている北海を突破して、ドイツ本国の大洋艦隊（Hochseeflotte）との合同を果たす。

現実には、シュペー艦隊が、圧倒的に優勢なイギリス海軍の目を掻い潜ってドイツ本国に帰還することは不可能であり、シュペー艦隊の前途は暗かった。

##### 弾薬の欠乏
シュペー艦隊の主力である2隻の装甲巡洋艦、シャルンホルスト及びグナイゼナウは、コロネル沖海戦で多くの弾薬を消費した。
コロネル沖海戦が終わった時点での、両艦の8.2インチ主砲弾の当初数・消費数・残存数は下記の通り。
- シャルンホルスト：当初772発、消費422発、残存350発。
- グナイゼナウ：当初772発、消費244発、残存528発。

両艦とも、もう一度の戦闘で弾薬が尽きて戦闘力を失ってしまう状況であった。そして、ドイツ本国から遠く離れたシュペー艦隊が弾薬を補給できる見通しは無かった。

#### フォークランド沖海戦

##### イギリス、巡洋戦艦2隻を投入
イギリス海軍本部は、コロネル沖海戦における敗北を1914年11月4日に知った。それより前の時点で、イギリス海軍本部は、シュペー艦隊の主力であるシャルンホルスト級装甲巡洋艦2隻（シャルンホルスト、グナイゼナウ。8.2インチ砲8門＋5.9インチ砲6門、23.8ノット（シャルンホルスト）・22.5ノット（グナイゼナウ）。）を圧倒できる、インヴィンシブル級巡洋戦艦2隻（インヴィンシブル、インフレキシブル。12インチ砲8門＋4インチ砲16門、26ノット。）を、イギリス本国を守るグランドフリート（司令長官：ジョン・ジェリコー大将）から引き抜き、当該2艦を主力とする新たな艦隊（司令官：ダブトン・スターディ海軍中将、以下「スターディ艦隊」）を南大西洋方面に派遣する決断をしていた。
11月11日、旗艦インヴィンシブルに坐乗したスターディは、インフレキシブルを伴ってイギリス本国を出航してアブロルホス諸島（ブラジル沖）に向かい、11月26日までに、他方面から回航された装甲巡洋艦3隻（カーナヴォン、コーンウォール、ケント）、軽巡洋艦2隻（ブリストル、グラスゴー）と合流した。
アブロルホス諸島から南下したスターディ艦隊7隻は、12月7日の午前にフォークランド諸島のスタンリーに入港して補給を開始した。輸送船が少なかったために補給は円滑に行かず、翌日にズレ込んだ。スターディ艦隊は、補給が終わり次第、シュペー艦隊を求めてホーン岬に向かう予定だった。スタンリーの港内には、クラドック艦隊に属していた前弩級戦艦カノーパスが在泊し、砲台の代わりとなって防備を固めていた。

##### 不意の会敵

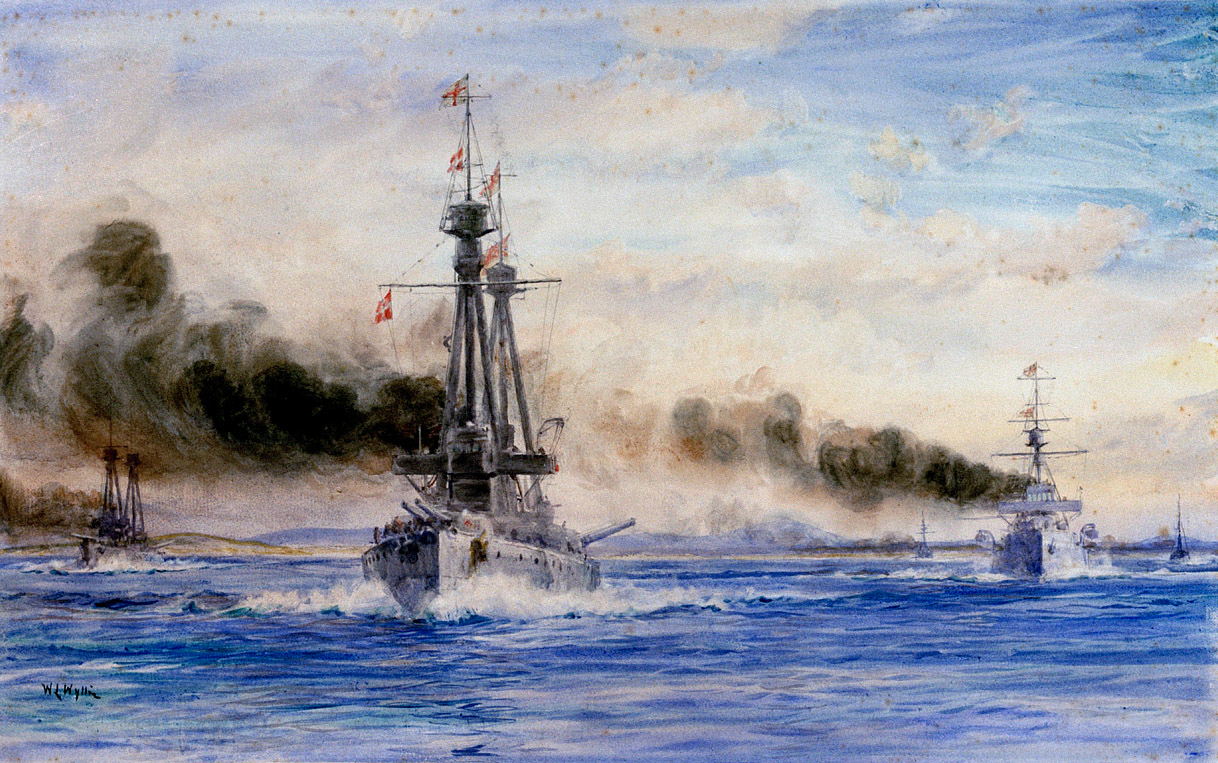
ポート・スタンリーを抜錨し波濤をゆく英艦隊。

1914年12月7日にホーン岬を回って大西洋に進出したシュペー艦隊は、フォークランド諸島のスタンリーに所在するであろう「弱小なイギリス艦隊」を撃滅すべく、12月8日の朝にスタンリーに接近した。ドイツの諜報機関は、巡洋戦艦2隻を有し、シュペー艦隊より遥かに強力なスターディ艦隊についての情報を11月中に入手していたが、その情報はシュペーに届いていなかった。
12月8日の07:50に、カノーパスが設置していた見張り所は、シュペーがスタンリーの偵察・陸上施設の破壊のために分派した装甲巡洋艦グナイゼナウと軽巡洋艦ニュルンベルクの2隻を発見した。このタイミングでのシュペー艦隊の出現は、スターディにとっては寝耳に水であり、主力たる2隻の巡洋戦艦は未だ石炭を搭載中で、軽巡洋艦ブリストルとグラスゴーに至っては機関を開放して修理中であった。スターディ艦隊は、直ちに補給と修理を中止して出港準備を急いだ。09:15に、先任士官としてグナイゼナウとニュルンベルクの2艦を指揮していたグナイゼナウ艦長は、スタンリーにイギリスの巡洋戦艦2隻がいることに気づいてシュペーに報告した。状況を知ったシュペーはグナイゼナウ艦長に本隊への合同を命じた。
スターディ艦隊6隻は09:45に出港準備を終え、10:15にスタンリーから出撃した。この日は快晴で視界が良好であり、港外に出たスターディ艦隊から、逃走を開始したシュペー艦隊5隻のマストを水平線上に望見でき、追跡は容易であったという。

###### 両艦隊の戦力
独 シュペー艦隊（排水量計：33,464トン）
1. 旗艦・装甲巡洋艦 シャルンホルスト（11,600トン、8.2インチ砲8門＋5.9インチ砲6門、23.8ノット[6]。）
2. 装甲巡洋艦 グナイゼナウ（11,600トン、8.2インチ砲8門＋5.9インチ砲6門、22.5ノット[6]。）
3. 軽巡洋艦 ライプツィヒ（3,250トン、4.1インチ砲10門、23ノット[6]。）
4. 軽巡洋艦 ニュルンベルク（3,470トン、4.1インチ砲10門、23ノット[6]。）
5. 軽巡洋艦 ドレスデン（3,544トン、4.1インチ砲10門、24ノット[7]。）

英 スターディ艦隊（排水量計：69,750トン）
1. 旗艦・巡洋戦艦 インヴィンシブル（17,250トン、12インチ砲8門＋4インチ砲16門、26ノット[9]。）
2. 巡洋戦艦 インフレキシブル（17,250トン、12インチ砲8門＋4インチ砲16門、26ノット[9]。）
3. 装甲巡洋艦 カーナヴォン（英語版）（10,850トン、7.5インチ砲4門＋6インチ砲6門、22ノット[9]。）
4. 装甲巡洋艦 コーンウォール（英語版）（9,800トン、6インチ砲14門、23.6ノット[9]。）
5. 装甲巡洋艦 ケント（英語版）（9,800トン、6インチ砲14門、23.5ノット[9]。）
6. 軽巡洋艦 グラスゴー（4,800トン、6インチ砲2門＋4インチ砲10門、25.8ノット[9]。）

###### 野村実の考察
野村実は、下記のように考察している。

##### シュペー艦隊壊滅、戦死
スターディ艦隊はシュペー艦隊より優勢かつ優速であった。1914年12月8日の12:55、スターディ艦隊の先頭艦である巡洋戦艦インフレキシブルは、シュペー艦隊の殿艦である軽巡洋艦ライプツィヒを12インチ主砲の射程内に捕捉し、距離1万6千ヤード（約1万5千メートル）で最初の斉射を放った（フォークランド沖海戦）。シュペー艦隊は壊滅し、シュペーは旗艦・装甲巡洋艦シャルンホルストと運命を共にした。53歳没。

###### シュペー艦隊の損害

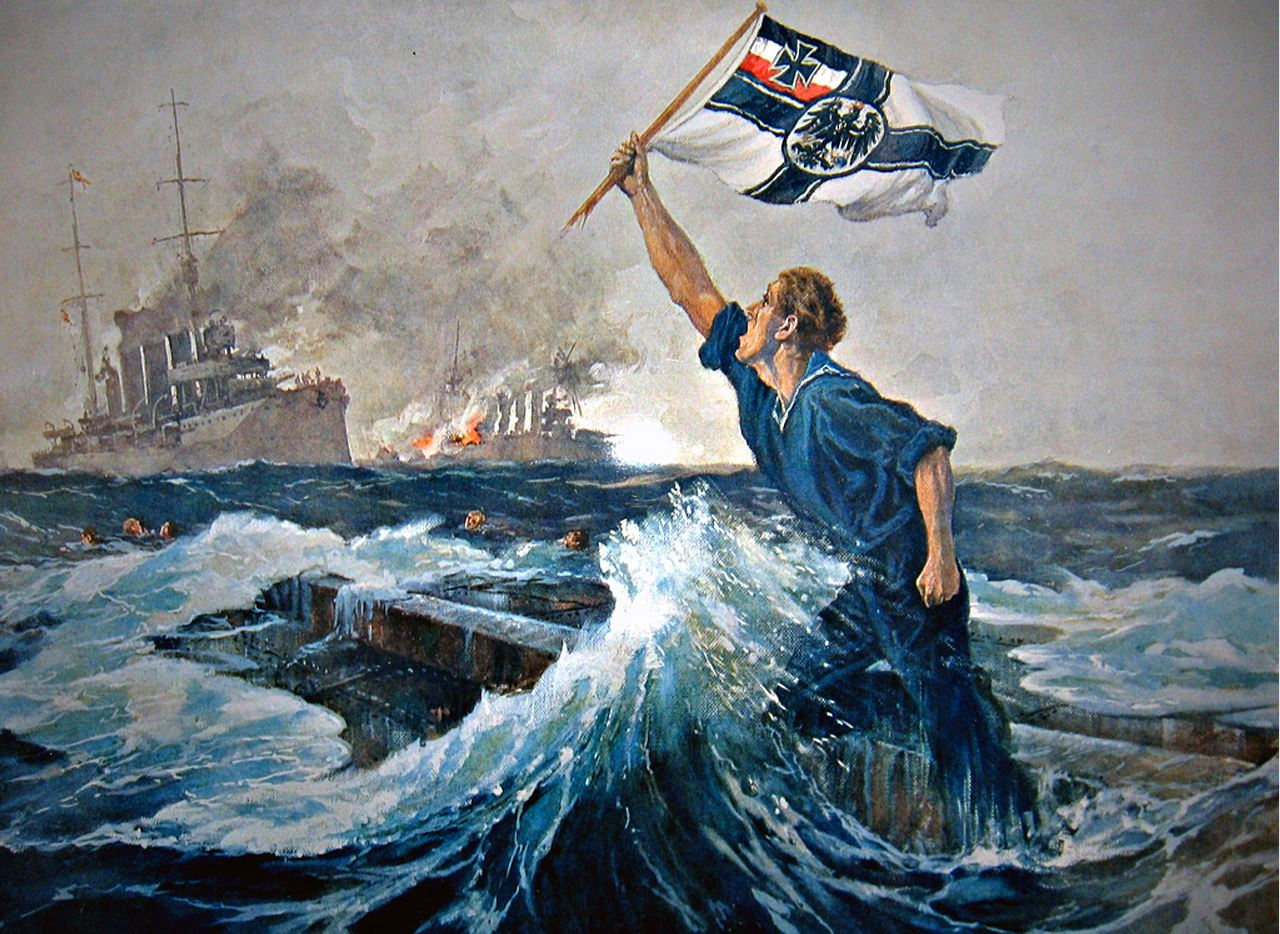
海面に水没寸前の巡洋艦ライプツィヒより軍旗を振る旗手を描いた絵画。

シュペー艦隊5隻のうち、戦場離脱に成功した軽巡洋艦ドレスデンを除く4隻が沈没した。
沈没した4隻の生存者は下記の通り。
- 旗艦・装甲巡洋艦 シャルンホルスト（1914年12月8日の16:17に転覆沈没[13]。）：生存者なし[注釈 12]。
- 装甲巡洋艦 グナイゼナウ（1914年12月8日の18:00に艦尾から沈没[13]。）：士官25名、兵員132名、計157名[注釈 13]。
- 軽巡洋艦 ライプツィヒ（1914年12月8日の21:21に転覆沈没[14]。）：士官7名、兵員11名、計18名[注釈 14]。
- 軽巡洋艦 ニュルンベルク（1914年12月8日の19:27に転覆沈没[15]。）：士官生存者なし、兵員7名、計7名[注釈 15]。

南極海に近い高緯度の海域であり、海水は摂氏4度程度と冷たかった。イギリス艦による救助を待つ間に、寒さと負傷によって海中で力尽きた者が多く、海中から救助された後に低体温症で死亡した者も少なくなかった。
シュペー艦隊には、シュペーの2名の子息（長男のオットー〈海軍少尉、ニュルンベルク乗組〉と次男のハインリヒ〈海軍少尉、グナイゼナウ乗組〉）が勤務していたが、2名とも戦死した。

###### スターディ艦隊の損害
スターディ艦隊の損害は軽微であった。ドイツ艦からの砲撃が集中した旗艦・巡洋戦艦インヴィンシブルは23発の命中弾を受けたが、舷側の水線近くに命中した一弾により石炭庫2つが水浸しになった程度で、重大な損害はなかった。巡洋戦艦インフレキシブルの被弾は僅かであった。
各艦の死傷者は下記の通り。
- 旗艦・巡洋戦艦 インヴィンシブル：死傷者なし。
- 巡洋戦艦 インフレキシブル：死傷者なし。
- 装甲巡洋艦 カーナヴォン（英語版）：死傷者なし。
- 装甲巡洋艦 コーンウォール（英語版）：死傷者なし。
- 装甲巡洋艦 ケント（英語版）：戦死者6名、負傷者12名、計18名。
- 軽巡洋艦 グラスゴー：戦死者1名、負傷者4名、計5名。

## 評価・顕彰

### 評価

#### 野村実による評価
フォークランド沖海戦において、優勢かつ優速なスターディ艦隊に捕捉されて逃げ切れないと悟ったシュペーは、麾下の3隻の軽巡洋艦を逃がすため、「本職は最後まで奮戦す、南米沿岸に向かえ」と軽巡3隻に信号し、旗艦シャルンホルストとグナイゼナウを回頭させてスターディ艦隊に突撃した。その後、満身創痍となったシャルンホルストが先に沈む際に、シュペーは「極力離脱に努めよ」とグナイゼナウに信号した。
野村実は、下記のようにシュペーを評している。

### 顕彰

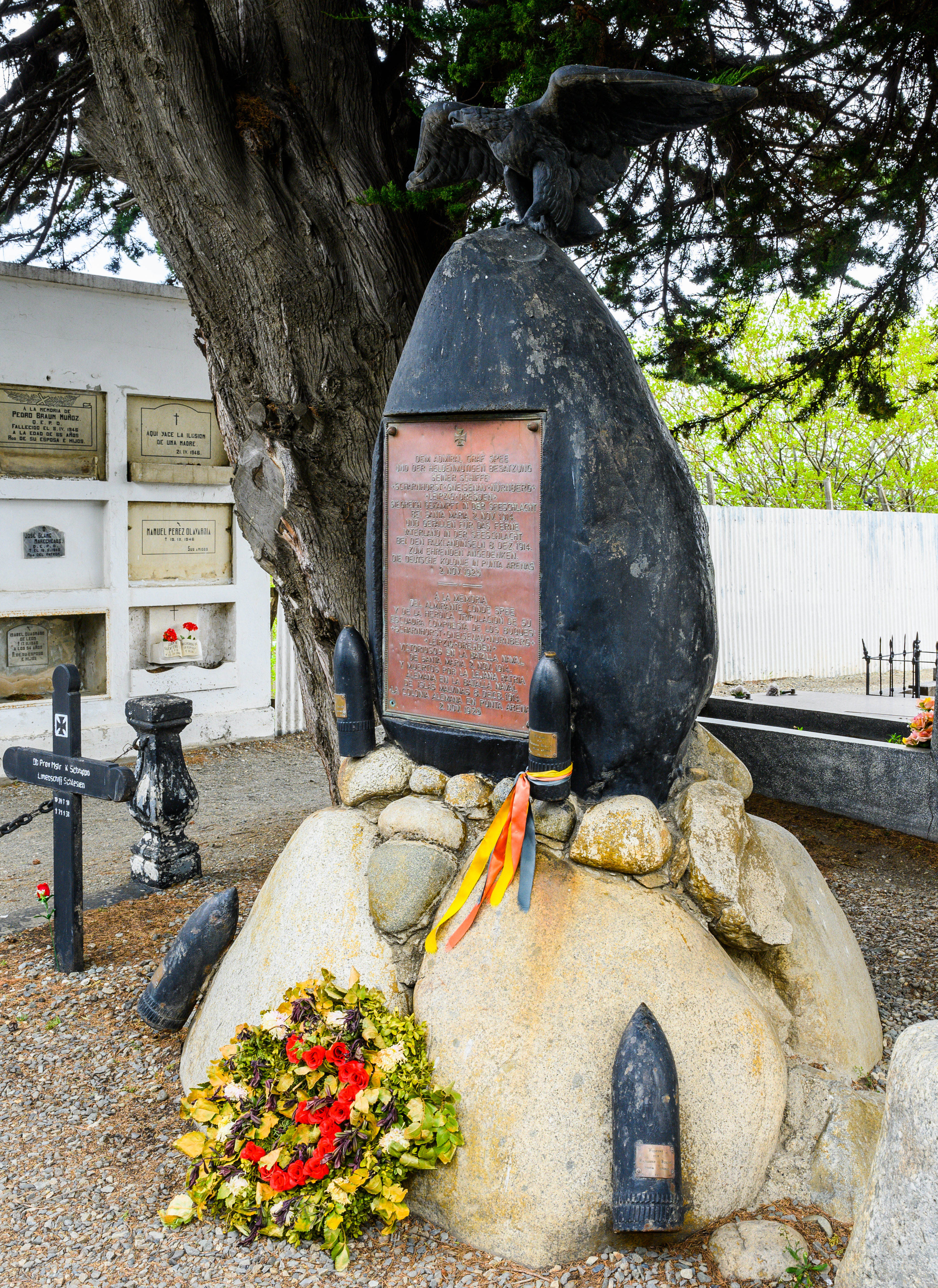
チリ、プンタ・アレーナスにあるシュペーの慰霊碑。

シュペーはドイツ国民からの敬慕を一身に集め、その功績と奮戦を称えられた。
第一次世界大戦の後に、ドイツ第三帝国が初めて建造した戦艦2隻の名は、シュペー艦隊の2隻の装甲巡洋艦と同じ「シャルンホルスト」「グナイゼナウ」であった。
シュペーの名は、3隻のドイツ軍艦に冠されている。
- グラーフ・シュペー (巡洋戦艦)（ドイツ語版）：ドイツ帝国海軍のマッケンゼン級巡洋戦艦の3番艦（1917年に進水するも未成）。
- アドミラル・グラーフ・シュペー (装甲艦)：ドイツ海軍（国防軍）のドイッチュラント級装甲艦の3番艦（就役期間は1936年 - 1939年）[2]。
- グラーフ・シュペー (練習艦)（ドイツ語版）：ドイツ海軍（ドイツ連邦軍）の練習艦（就役期間は1959年 - 1964年）。